# Lake Hopatcong
Der Lake Hopatcong ist der größte Süßwassersee im Bundesstaat New Jersey in den USA. Er entstand durch Aufstau des Musconetcong Rivers. Im See befinden sich die Inseln Halsey, Raccoon Island mit der sehr kleinen Irwin’s Island, Liffy Island und die sehr kleinen Inseln Bryant’s Island im nördlichen Teil bei Woodport. Der ursprünglich für die Eisenhütten und die Wasserhaltung des Morris Canal aufgestaute See, dient heute ausschließlich dem Hochwasserschutz und Freizeitzwecken. Rund um den See befinden sich Feriensiedlungen und Wohngebiete für Wohlhabende.

## Geschichte
Der See war bereits vor dem Aufstau der größte See von New Jersey. Er wurde als Brooklyn Pond oder Great Pond bezeichnet und bedeckte das Gebiet vom heutigen Hopatcong State Park⊙ bis zum Nolan’s Point⊙ und der Byram Cove⊙. Ein kleinerer abgesetzter See befand sich bei Woodport⊙ und Lake Forest. Die Gegend um die beiden Seen war ein beliebtes Jagd- und Angelgebiet, das von den Lenape-Indianern bewohnt wurde. 
Mit der Einwanderung der weißen Siedler kam die Eisenherstellung in das Gebiet der Seen. Ein erster Damm staute den späteren Hopatcong Lake um sechs Fuß (ca. 1,8 m) auf. In den 1820er wurde der erste Damm für den Morris Canal gebaut, der 1840 erneuert wurde. Der Kanal selbst führte nicht durch den See, aber ein Zubringerkanal mit einer Schleuse verlief entlang des Lakeside Boulevards und mündete bei Landing in den Hauptkanal. 
In der Nähe der heutigen Weldon Road östlich des Sees wurde Eisenerz abgebaut, das mit Pferdewagen nach Woodport gebracht wurde und von dort mit Dampfschleppern über den See zum Kanal gebracht wurde. Um den gestiegenen Eisenbedarf während des Sezessionskriegs decken zu können, wurde eine effizientere Transportmethode nötig, weshalb die Erzgrubenbesitzer den Bau einer Eisenbahn anstießen, die Ogdensburg⊙ nördlich des Sees mit Nolan’s Point verband, wo das Erz auf Kähne verladen wurde und mit großen Dampfschleppern über den See zum Kanal gebracht wurde. Diese Transportkette wurde von 1866 bis 1882 verwendet. 
Um zusätzliche Einnahmen zu generieren, führte die Bahn Tagesausflüge ein, mit denen Fahrgäste an den See gebracht wurden, wo mit dem Lake Pavilion⊙ die erste Freizeitanlage entstand, eine zweite mit dem Namen Allen’s Pavilion⊙ folgte 1910. Sie umfasste auch Einkaufsgeschäfte, ein Fotostudio und drei Hotels.
Die wohlhabende Bevölkerung von New York City suchte sich ein Erholungsgebiet abgesetzt von den Freizeitanlagen am Nolan’s Point, die aus ihrer Sicht verrufen waren. Sie ließen deshalb in Mount Arlington von Frank Furness das Hotel Breslin mit 250 Zimmern bauen, das allerdings bei Renovationsarbeiten 1948 niederbrannte.